# Associação Desportiva Atlética do Paraná
Pour les articles homonymes, voir ADAP.
Maillots
L'Associação Desportiva Atlética do Paraná (ADAP) est un club brésilien de football basé à Campo Mourão dans l'État du Paraná.